# David Wallechinsky
David Wallechinsky, né David Wallace le 5 février 1948 à Los Angeles, est un écrivain et historien américain, notamment auteur d'ouvrages sur les Jeux olympiques.

## Biographie
David Wallechinsky est le fils de l'écrivain et scénariste Irving Wallace. À partir de février 1981, il écrit The Complete Book of the Olympics, publié pour la première fois en 1984, car il ne trouve pas de livre complet sur les Jeux olympiques. Le livre est ensuite mis à jour et réédité tous les quatre ans jusqu'en 2012. Il écrit aussi The Complete Book of the Winter Olympics en parallèle,. Wallechinsky participe à la création de la Société internationale des historiens olympiques en 1991 et en devient le président en 2012. Depuis 1988, il commente les épreuves olympiques pour la chaîne de télévision NBC et Westwood One radio.
En plus de ses ouvrages sur les Jeux olympiques, Wallechinsky a notamment écrit la série The Book of Lists (en), The People's Almanac (en) et Tyrants: The World's 20 Worst Living Dictators. Il est également le fondateur du site AllGov.com qui donne des informations sur les agences gouvernementales américaines.